# Garibaldi (film, 1907)
Pour les articles homonymes, voir Garibaldi (homonymie).
Pour plus de détails, voir Fiche technique et Distribution.
Garibaldi (titre original : Garibaldi) est un film italien réalisé par Mario Caserini, sorti en 1907.
Ce film muet en noir et blanc est le premier film mettant en scène le général, homme politique et patriote italien Giuseppe Garibaldi (1807–1882), considéré comme un des héros du Risorgimento ou unification italienne ; il fut tourné à l'occasion du centième anniversaire de sa naissance.

## Fiche technique
- Titre original : Garibaldi
- Réalisation : Mario Caserini
- Scénario : Mario Caserini
- Société de production : Società Italiana Cines
- Société de distribution : Società Italiana Cines
- Pays d'origine :  Royaume d'Italie
- Langue : italien
- Format : Noir et blanc – 1,33:1 – 35 mm – Muet
- Genre : film historique
- Longueur de pellicule : 220 m
- Année : 1907
- Dates de sortie :
  -  Royaume d'Italie : 1907
  -  France : février 1908